# Internetsurfen
Als Internetsurfen (oder auch nur Surfen) wird umgangssprachlich das aufeinanderfolgende Betrachten von mehreren Webseiten im Internet bezeichnet. Dazu kommt meist ein Webbrowser zum Einsatz.
Bekannt gemacht wurde der Begriff „Surfing the Internet“ durch den gleichnamigen Artikel der US-amerikanischen Bibliothekarin Jean Armour Polly, der im Juni 1992 im Wilson Library Bulletin erschienen ist. Sie kam auf den Namen, als sie ihr Mauspad ansah, auf dem ein Surfer abgebildet war.

## Unterscheidung
Man kann zwischen zwei Varianten unterscheiden:
- Dem wahllosen Aufrufen von Webseiten, während der Inhalt der besuchten Seiten keine Rolle spielen muss, sowie
- dem Folgen von Links von Webseite zu Webseite, wobei in der Regel nach bestimmten Informationen gesucht wird oder Interesse an bestimmten Themengebieten besteht.

Aus methodischer Sicht unterscheiden sich beide Vorgehensweisen – in unterschiedlichem Maße – von einer planvoll und strukturiert betriebenen Informationsrecherche im Internet. Der Begriff wird meist abwertend verwendet; auch deshalb, weil der „Surfer“ dabei viel Zeit verbraucht und wenig Informationswert erhält.

## Technische Definition
Aus technischer Sicht ist Internetsurfen das Lesen, Beschreiben und Löschen von Dateien, die auf Webservern liegen. Je nach Rechtestatus des Benutzers kann er die Dateien verändern oder nur lesen. Diese technische Definition war in den 1990er Jahren, der beginnenden Boomphase des Internets, den Benutzern weniger verständlich, so dass der einfache Ausdruck eine schnelle Verbreitung durch die Medien fand.
Die Deutsche Telekom versuchte, für ihr zum Internet inkompatibles BTX-System in den 1990er Jahren den Begriff tickern zu prägen.

## Einordnung
Eine Frage, die sich unter anderem mit dem verstärkten privaten Gebrauch des Internet gestellt hat, ist, ob und inwieweit eine Welt, in der das Buch als Leitmedium fungiert, enden und durch eine Welt, in der die Elektronik als Leitmedium fungiert, abgelöst werden würde. Das Aufwerfen dieser Frage ist bereits 1962, lange bevor das Internet in seiner heutigen Form verfügbar war, von dem kanadischen Kommunikationstheoretiker Marshall McLuhan vorweggenommen worden, wobei zu diesem frühen Zeitpunkt nur vage Vorstellungen davon existierten, wie ein Zeitalter, in der die Elektronik als Leitmedium fungiert, in der Zukunft – von damals aus betrachtet – überhaupt aussehen könnte. Die Welt, in der das Buch noch als Leitmedium fungiert, bezeichnete McLuhan als „Gutenberg-Galaxis“. Die Welt, in der die Elektronik als Leitmedium fungiert, wurde später vom spanischen Soziologen Manuel Castells als „McLuhan-Galaxis“ bezeichnet. In Deutschland erfuhr das Buch „The Gutenberg Galaxy“ von McLuhan erst in den 1990er Jahren eine stärkere Rezeption, als der Verlag Addison-Wesley eine deutschsprachige Ausgabe davon herausbrachte und das Buch im Kontext des Aufkommens des Internet gelesen wurde. (Marshall McLuhan selbst machte das Zeitalter, in der die Elektronik als Leitmedium fungiert, vor allem an der Radio-Sendeempfangstechnik, welche der Ingenieur Guglielmo Marconi eingeführt hatte, fest, nicht jedoch am Internet.)